# Walter Raleigh
Sir Walter Raleigh (asi 1552 – 29. října 1618) byl anglický spisovatel, básník, voják, dvořan a cestovatel.
Vlivným se stal v době vlády Alžběty I., kdy byl na základě královského patentu zapojen do kolonizace Virginie v Americe. Poté, co se roku 1591 bez svolení královny oženil s jednou její dvorní dámou, byl na určitou dobu uvězněn. Po Alžbětině smrti byl na základě obvinění v účasti ve spiknutí proti králi Jakubovi I., který mu nebyl nakloněn, znovu uvězněn. Roku 1616 byl propuštěn, aby se účastnil druhé výpravy, která měla objevit bájné Eldorado. Tato výprava nebyla úspěšná a Raleighovi muži napadli posádku španělské základny v San Thomé. Po návratu do země byl na nátlak Španělů odsouzen a popraven.

## Mládí
Není zcela jisté, kdy se narodil. Někteří historikové se domnívají, že to bylo roku 1552, jiní uvádějí rok 1554. Byl nejmladším synem Waltera Raleigha a jeho manželky Kateřiny Champernovnové. Ta byla neteří Kateřiny Ashleyové, Alžbětiny vychovatelky, která mladého Waltera uvedla ke dvoru.
Raleighova rodina byla silně protestantská a v době panování Marie I. museli její členové čelit nebezpečí perzekuce. Walterův otec se musel jednu dobu ukrývat ve věži svého panství, aby se vyhnul popravě. V dětství tak Walter získal silný odpor ke katolicismu.

## Irsko
V letech 1579 až 1583 se Raleigh podílel na potlačení Desmondova povstání. Účastnil se mimo jiné obléhání Smerwicku. Po porážce povstání došlo k rozdělování území mezi Alžbětiny příznivce, která tak chtěla omezit nebezpečí dalších vzpour v Irsku. Raleigh obdržel území o rozloze 160 km², včetně přímořských měst Youghal a Lismore. Tím se stal jedním z nejbohatších vlastníků půdy na jihu Irska.
V období kdy vlastnil irská panství, trávil dost času na hradu Killulagh. Město Youghal považoval za svůj příležitostný domov a v letech 1588 až 1589 byl i jeho starostou. Správa jeho irských panství mu poté, co se k němu obrátila štěstěna zády, přinášela problémy. Roku 1602 je prodal Richardovi Boyle, který byl významným dvořanem na dvoře Jakuba I. i Karla I.

## Nový svět
Walter Raleigh převzal po svém zemřelém nevlastním bratrovi Humfreyi Gilbertovi iniciativu v projektu osídlení Ameriky anglickými kolonisty. Nakonec došlo ke dvěma plánovaným a k jednomu předem neplánovanému pokusu o osídlení Nového světa. Po pečlivém prozkoumání pobřeží dnešní Virginie v roce 1584, byl jako vhodné místo k budoucímu anglickému osídlení vybrán ostrov Roanoke. Zpráva o této úspěšné průzkumné misi potěšila královnu Alžbětu I. natolik, že organizátora akce, Waltera Raleigha, povýšila do šlechtického stavu, na budoucí osídlovací výpravu přislíbila poskytnout zbraně a střelný prach a zapůjčit jednu ze svých lodí – Tygra, a navíc se rozhodla k poctě nejvyšší – jakožto Alžběta I., známá jako Panenská královna, propůjčila zemi za oceánem své přízvisko a ta byla tedy nazvána Virginií (Panenskou zemí).
- 1. pokus o osídlení – v roce 1585 vyrazila z Anglie k ostrovu Roanoke flotila pod vedením Richarda Grenvilla. Podařilo se jí nevzbudit nežádoucí pozornost nepřátelského španělského loďstva a téhož roku dorazila zdárně k pobřeží Ameriky, kde ale došlo k nehodě, při které bylo zaplaveno podpalubí lodi Tygr a zničena většina zásob. Navzdory této nepříznivé situaci se osadníci rozhodli vylodit a na ostrově Roanoke vybudovali první primitivní pevnost. Guvernérem se stal Ralph Lane. Grenvill se okamžitě vydal zpět do Anglie, aby mohl osadníkům co nejrychleji přivézt nové, životně důležité zásoby. Zpočátku osadníkům pomáhali přežít spřátelení domorodci, ale postupem času jejich nadšení značně ochladlo a změnilo se v nenávist. Jeden z nepřátelsky naladěných náčelníků se dokonce několikrát neúspěšně pokusil Angličany vyhladit, ale sám byl nakonec poražen a zabit. Roku 1586 přistál u Roanoke zcela neplánovaně sir Francis Drake a nalezl tu značně vyhladovělé a zubožené osadníky, kteří ho požádali o to, zda by je neodvezl zpět do Anglie. Sir Francis Drake souhlasil a osadníci se nalodili v tak rychlém tempu, že na břehu zapomněli tři své souputníky (jejich další osud je neznámý) a několik beden s důležitými listinami (mapy, kresby domorodců a krajiny), předměty a vzorky rostlin.
- 2. pokus osídlení (předem neplánovaný) – necelý týden po spěšném odjezdu osadníků z Roanoke se do Virginie vrátil Richard Grenvill se zásobami. Nalezl však jen opuštěnou pevnost a tak tu vysadil patnáct svých vojáků, aby pevnost chránili před domorodci a pátrali po zmizelých osadnících. Sám se vydal zpět do Anglie. Patnáct vojáků, usazených na Roanoke roku 1586, zmizelo nakonec beze stopy.
- 3. pokus o osídlení – přestože se první pokus o osídlení nezdařil a zubožení osadníci se vrátili zpět do Anglie, nevzdal se sir Walter Raleigh svých plánů na kolonizaci a snažil se co nejrychleji získat finance na další výpravu. Podařilo se mu přesvědčit řadu anglických obchodníků o tom, že Virginie je úrodná země, plná zvěře, která má navíc mimořádně vhodné podnebí k pěstování tabáku, jehož kouření v Anglii zavedl právě sir Raleigh. Kouření tabáku bylo tehdy považováno za léčivé a v Anglii se tento nový zvyk velmi rychle rozšířil. Nová kolonizační výprava vyrazila z Anglie roku 1587 a vedl ji malíř první výpravy John White. Mezi osadníky byly poprvé také ženy, mimo jiné i těhotná dcera Johna Whitea Eleanora. Původně se měli osadníci usadit v přívětivější oblasti Chesapeackého zálivu, ale po sporech Johna Whitea s lodivodem výpravy se nakonec vylodili opět na Roanoke. Část flotily se navíc ztratila a osadníci se na pobřeži ocitli bez zásob, stejně jako se to stalo první výpravě v roce 1585. John White se rozhodl okamžitě vydat zpět do Anglie pro další zásoby. Vzhledem k anglicko-španělské námořní válce v následujících letech se mohl John White vrátit na Roanoke až roku 1590, kdy už po osadnících nenalezl žádné stopy. Zmizela i jeho dcera Eleanora, její manžel a vnučka Virginie (narozená těsně před tím, než John White kolonii opustil). Je možné, že se kolonisté stali obětí domorodců nebo s nimi částečně splynuli.

Raleighovy plány kolonizovat území Severní Ameriky (zahrnující současnou Severní Karolínu a Virginii) skončily neúspěchem, ale vytvořily základ pro další kolonizaci. Tyto výpravy financoval Raleigh ze svých prostředků a s finanční podporou svých obchodních přátel, a tak nebyl schopen zajistit příjem v té výši, která byla potřebná pro dlouhodobé udržení koloniální správy dobytých území.

## Pozdní období
V prosinci roku 1581 se Raleigh vrátil z Irska do Anglie a účastnil se života na Alžbětině dvoře. Královna začala brzy svého oblíbence zahrnovat dary, pronajala mu dva statky, udělila mu výsadu vybírat od každého vinaře v zemi poplatek za právo prodávat víno, povolila mu vývoz vlněného sukna a přibyly i tituly: Raleigh byl jmenován viceadmirálem západu, viceadmirálem Devonu, zástupcem koruny v Cornwallu a guvernérem tamních cínových dolů. Roku 1585 byl povýšen do rytířského stavu. V letech 1585 a 1586 zastupoval Devonské hrabství v parlamentu. Duchaplný Raleigh se královně za vše odvděčil tím, že jí dělal společnost a skládal pro ni verše.
V roce 1587 zahrnula královna svého oblíbence další poctou a sir Walter Raleigh se stal kapitánem její osobní stráže, což bylo prestižní postavení, které ho udržovalo v její nejtěsnější blízkosti. V létě roku 1587 však začal Raleighův postupný společenský pád. Tehdy byl královně představen dvacetiletý okouzlující muž Robert Devereux, hrabě z Essexu, kterého si královna okamžitě oblíbila a svěřila mu funkci nejvyššího štolby, tedy funkci, která ho udržovala po boku královny od svítání do setmění. Robert Devereux byl Raleighův silný protivník a snažil se svého rivala zničit. Roku 1591 se Raleigh tajně oženil s Alžbětinou dvorní dámou Alžbětou Throckmotovou, která s ním byla v té době těhotná. Následující rok byl tento sňatek odhalen a rozezlená královna Alžběta nechala sira Waltera Raleigha uvěznit i s jeho manželkou v Toweru. Po pěti týdnech se ale sir Raleigh dostal na svobodu, když ho královna pověřila dohledem nad rozdělením kořisti z uloupené španělské lodě Madre de Dios, jejíž bohaté zásoby byly v anglickém přístavu postupně rozkrádány námořníky a prodávány překupníkům. Sir Walter Raleigh tvrdě zakročil a většinu nákladu před rozkradením zachránil. Poděkování se nedočkal. Když královna přikročila k dělení kořisti, zabavila Raleighův podíl, čímž ho uvrhla do dluhů, a navíc ho na krátký čas poslala zpět do vězení. Dalších pět let zůstal Raleigh v nemilosti, ale mohl alespoň žít na svobodě. S královnou se znovu usmířili kolem roku 1597.
Roku 1594 se účastnil výpravy, jejímž cílem bylo najít pověstmi opředené město zlata. Objevil území, které je součástí dnešní východní Venezuely. Poté, co se vrátil do Anglie, popsal svou výpravu v knize The Discovery of Guiana, která je považována za příspěvek k pověstem o El Doradu. Roku 1596 se účastnil přepadení Cádizu a následující rok i výpravy na Azory.

## Poslední léta života
Raleighův konečný společenský pád začal po smrti královny Alžběty I. v roce 1603 a po nástupu krále Jakuba I. na uprázdněný trůn. Jakub I. po svém nástupu zrušil všechny královské monopoly, čímž Raleigh ztratil hlavní zdroj příjmů. Obvinil také Raleigha z toho, že se zasloužil o rozšíření kouření tabáku v Anglii, což Jakub I. považoval za hanebný zlozvyk, na němž navíc vydělávají především Španělé, největší dovozci tabáku. Pak zbavil Raleigha funkce kapitána královských stráží a nařídil mu okamžitě opustit Durham House, palác, který Raleigh získal od Alžběty I. V roce 1603 byl sir Raleigh vyslýchán kvůli své účasti na údajném spiknutí proti králi, obviněn z velezrady a odsouzen k trestu smrti. V den popravy mu král udělil milost, a tak byl poslán do vězení v Toweru a zbaven všech práv. V Toweru si žil celkem pohodlně, měl k dispozici tři sluhy a brzy se k němu nastěhovala jeho žena i se synem Watem. Raleigh se ve vězení věnoval studiu a napsal první díl své Historie světa (The Historie of the World), popisující starověké Řecko a Řím. Uzavřel tu rovněž přátelství s dalším bohatým vězněm, hrabětem z Northumberlandu, který nešetřil penězi a snažil se svůj vězeňský úděl maximálně zpříjemnit. Raleigh dál snil o trvalém osídlení daleké Virginie, ale organizaci tohoto plánu mezitím převzal sir John Popham. Sir Walter Raleigh však nadále tajně z vězení ovládal Virginskou radu, která organizovala další výpravy do Virginie. Z vězení byl propuštěn po třinácti letech, v roce 1616. Dožil se tak ještě založení první trvale osídlené anglické osady v Americe, Jamestownu, a zjistil, že měl vždy pravdu, když tvrdil, že tabák je tím pravým a nejvýnosnějším zbožím Ameriky.
Po svém propuštění z vězení se připojil k druhé výpravě do Venezuely hledající El Dorado.

## Smrt
V době výpravy jeho muži napadli španělské základny v San Thomé na Orinoku. Po jeho návratu do Anglie žádal španělský velvyslanec jeho přísné potrestání. Jeho požadavek byl přijat a Raleigh byl 29. října 1618 popraven. Jeho ostatky byly pochovány v Beddingtonském kostele.

## Raleigh o nadvládě na moři
Počátkem 17. století Raleigh prohlásil: „whoever commands the sea, commands the trade; whosoever commands the trade of the world commands the riches of the world, and consequently the world itself.“ („kdokoliv ovládá moře, ovládá obchod; kdokoliv ovládá obchod, ovládá bohatství světa a tudíž svět samotný“).